# Vahid Tarokh
Vahid Tarokh ist ein indischer Mathematiker und Informatiker.
Er war einer der Entwickler von Space-Time-Codes (STC) für drahtlose Kommunikationssysteme. In jüngerer Zeit arbeitete er auf dem Gebiet der Sparse Representation, wo er gegenüber dem RLS-Filter verbesserte Algorithmen fand.

## Leben
Vahid Tarokh erhielt seinen Master 1992 in Mathematik von der University of Windsor (Kanada). Anschließend erwarb er einen PhD in Elektrotechnik von der University of Waterloo (Kanada) im Jahr 1995. Nach der Postdoc-Zeit arbeitete bis 2000 bei den AT&T Labs-Research. 2002 wurde er an die Harvard University berufen. Zum Jahresbeginn 2018 wechselte er an die Duke University.

## Auszeichnungen (Auswahl)
- Governor General of Canada Academic Gold Medal 1996
- IEEE Information Theory Society Prize Paper Award 1999
- Alan T. Waterman Award 2001
- IEEE Eric E. Sumner Award 2013
- Mitglied der National Academy of Engineering 2019